# 617. pehotni polk (Wehrmacht)
Za druge 617. polke glejte 617. polk.
617. pehotni polk (izvirno nemško Infanterie-Regiment 617) je bil eden izmed pehotnih polkov v sestavi redne nemške kopenske vojske med drugo svetovno vojno.

## Zgodovina
Polk je bil ustanovljen 5. septembra 1942 pri armadni skupini B (Južna Rusija) iz enot RADa ter dodeljen 382. pehotni diviziji.
15. oktobra istega leta je bil polk preimenovan v 617. grenadirski polk.